# 罗斯贝数

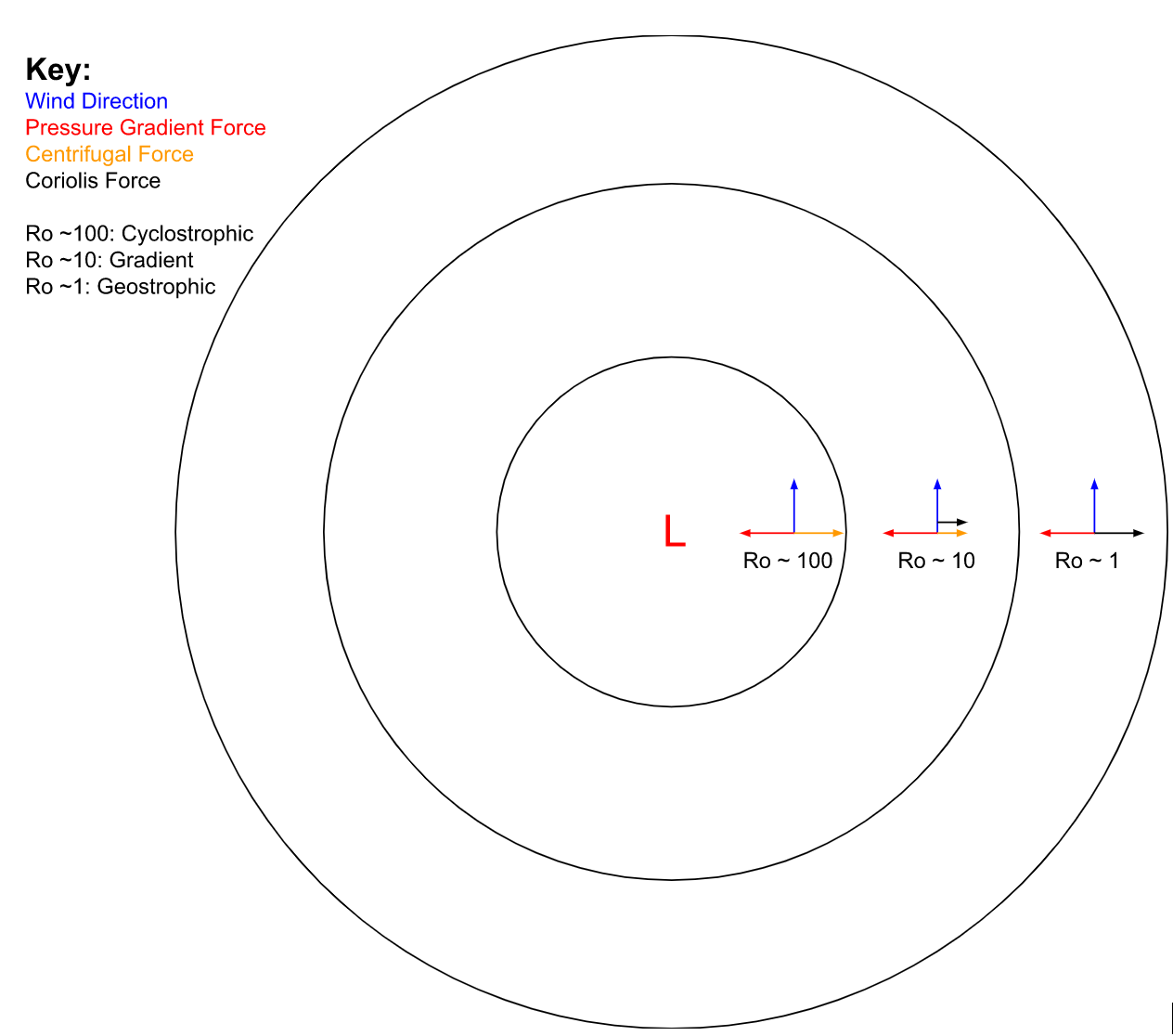
低壓暴風雨周圍的罗斯贝数和相關平衡流。

罗斯贝数（Rossby number，簡稱Ro）也稱為羅士比數，得名自美國氣象學家卡尔-古斯塔夫·罗斯贝，是一個有關流體流動的無因次量。罗斯贝数是纳维－斯托克斯方程中，慣性力（{\displaystyle v\cdot \nabla v\sim U^{2}/L}）及科里奧利力（{\displaystyle \Omega \times v\sim U\Omega }）的比值。罗斯贝数可用來描述行星旋轉過程中，科里奧利力的影響程度，常用在如海洋及地球大氣等有關地球物理學的現象中。罗斯贝数也稱為基贝尔數（Kibel number）。

## 定義與理論
罗斯贝数（Ro，不是{\displaystyle R_{o}}）可定義如下：
{\displaystyle Ro={\frac {U}{Lf}}}
其中U及L分別是此現象的特徵速度及特徵長度，f = 2 Ω sin φ為科里奧利頻率，其中Ω為行星旋轉的角速度，而φ為緯度。
小的罗斯贝数表示一系統主要是由科里奧利力所影響，而大的罗斯贝数表示一系統是由慣性力及向心力所影響。例如，龍捲風的罗斯贝数很大（≈ 103），低氣壓的罗斯贝数很小（≈ 0.1 – 1），在海洋系統中罗斯贝数的數量級變化範圍是由10−2到102。因此，在分析龍捲風時科里奧利力可忽略，而壓強及向心力彼此平衡（稱為旋轉平衡）。在熱帶氣旋的風眼附近也有類似的平衡。在低氣壓中可忽略向心力，科里奧利力和壓強平衡。在海洋系統中向心力，科里奧利力和壓強互相平衡。在參考資料中有有關大氣及海洋運動的時間及大小尺度的示意圖。
當罗斯贝数數值較大時（可能是因為f很小，例如在熱帶或低緯度地區，或是因為L很小，例如馬桶排水產生的漩渦，或者是速度較快），行星旋轉的影響很小，可以省略。當罗斯贝数數值較小時，行星旋轉的影響很大，可以使用地轉近似的方式進行分析。

## 延伸閱讀
有關罗斯贝数的數值分析及其應用，請參考：
- Dale B. Haidvogel & Aike Beckmann. . Imperial College Press. 1998: 27  [2011-11-13]. ISBN 1860941141. （原始内容存档于2016-07-30）.
- Zygmunt Kowalik & T. S. Murty. . World Scientific. 1993: 326  [2011-11-13]. ISBN 9810213344. （原始内容存档于2016-08-02）.

有關美國罗斯贝数的歷史資料，請參考：
- Jeffery Rosenfeld. . Basic Books. 2003: 108  [2011-11-13]. ISBN 0738208914. （原始内容存档于2021-03-14）.